# Ундер-Улаан
Ундер-Улаан (монг. Өндөр-Улаан - Высокий красный) — сомон аймака Архангай, Монголия.
Центр сомона — посёлок Тээл. Он находится в 122 километрах от административного центра аймака — города Цэцэрлэг и в 560 километрах от столицы страны — Улан-Батора.
Развита сфера обслуживания, есть школы, больницы.

## География
На территории сомона возвышаются хребты Хангая, протекают реки Чулуут, Хануй. Водятся волки, лисы, косули, зайцы, тарбаганы, барсуки. Произрастают такие травы, как родиола, алтан хундага, пион.
Климат резко континентальный. Средняя температура января — -22—24°C, июля — +14—17°C, ежегодная норма осадков — 250—350 мм.
Край богат драгоценными камнями, строительным сырьём.